# Dancing Diva
Albums de Jolin Tsai
J-Top
(2006) Dancing Forever
(2006)
Albums par Jolin Tsai
J-Game
(2005) Agent J
(2007)
Dancing Diva (chinois traditionnel : 舞孃) est le huitième album studio de la chanteuse Jolin Tsai, sorti le 12 mai 2006 sous le label Capitol Music.

## Liste des titres
| No  | Titre                                                 | Durée |
| --- | ----------------------------------------------------- | ----- |
| 1.  | Wan Mei (玩美, Pulchritude)                           | 3:33  |
| 2.  | Wu Niang (舞孃, Dancing Diva)                         | 3:04  |
| 3.  | Ma De Li Bu Si Yi (馬德里不思議, A Wonder in Madrid)  | 3:35  |
| 4.  | Jia Zhuang (假裝, Pretence)                           | 5:15  |
| 5.  | Chun Chun Yu Dong (唇唇欲動, Attraction of Sexy Lips) | 3:11  |
| 6.  | Xin Xing Quan (心型圈, Love in the Shape of a Heart)  | 4:10  |
| 7.  | Li Ren Jie (離人節, Heart Breaking Day)               | 4:11  |
| 8.  | Mr. Q                                                 | 3:21  |
| 9.  | Guai Guai Pai (乖乖牌, Nice Guy)                      | 3:19  |
| 10. | Zui Zhong Hua (最終話, The Finale)                    | 4:38  |
| 11. | Kai Chang Pai (好想你, The Prologue)                  | 4:31  |